# فرانك كورت الإبن
فرانك جوليوس كورت الابن (بالإنجليزية: Frank Julius Corte, Jr.)‏ (ولد في 10 أغسطس 1959) رجل أعمال عقاري في سان أنطونيو بتكساس. كان عضوا جمهوريا في مجلس نواب تكساس عن مقاطعة بيكسار بين عامي 1993 و2011.
في عام 1982 تم تعيين كورت ملازم ثاني في قوات مشاة بحرية الولايات المتحدة وخدم ثلاث سنوات على الخدمة الفعلية. انضم إلى محمية فيلق البحرية وتم تفعيله في حرب الخليج الثانية عام 1991. بعد أحداث 11 سبتمبر 2001 تم استدعاء كورت للخدمة وإرساله إلى مصر. وهو عقيد في سلاح البحرية الأمريكي خدم كورت في حرب العراق لأكثر من ستة أشهر.